# خوانش‌پریشی
خوانش‌پریشی، اختلال در خواندن، دُش‌خوانی یا دیسلِکسیا (به انگلیسی: Dyslexia) اختلالی است که با خواندن پایین‌تر از سطح مورد انتظار از سن فرد مشخص می‌شود. افراد مختلف به درجات مختلف تحت تأثیر قرار می‌گیرند. این اختلال موجب اختلال در روان‌خوانی یا درک مطلب می‌شود. دیسلکسیا، می‌تواند خود را به عنوان یک مشکل در رابطه با واج‌خوانی، و رمزگشایی، دیکته، مهارت شنوایی، حافظه‌کوتاه‌مدت، یا نامگذاری‌سریع آشکار کند.

## زیرگروه‌ها
سه نوع زیرگروه شناختی برای خوانش‌پریشی تعریف شده‌است که شامل: شنیداری، دیداری، و توجه است. ناتوانی خوانِش، یا دیسلِکسیا یکی از معمول‌ترین ناتوانی‌های آموزشی می‌باشد. هم چنین محققان دانشگاه ام آی تی دریافتند افراد مبتلا به خوانش‌پریشی در تشخیص و شناسایی چهره افراد نیز با ابهاماتی روبرو هستند. خوانش‌پریش بزرگسال می‌تواند به صورت روان بخواند اما افراد خوانش‌پریش معمولاً سرعت خواندن پایینی دارند؛ و هم چنین توانایی هِجا و دیکتهٔ پایینی دارند و اگر واژه‌ای بی‌معنا باشد در خواندن آن دچار مشکل می‌شوند. خوانش پریشی هیچ رابطه‌ای با سطح آی‌کیو یا هوش و توانایی‌شناختی فرد ندارد.

## علایم و نشانه‌ها
از نشانه‌های اولیه این ناتوانی دیر صحبت کردن کودک است. و بعد از آن نوشتنِ آیینه‌ای کودک که در آن نوشتن واژه‌ها بر عکس و مانند آیینه است. از نشانه‌های سنین بالاتر، می‌توان به ناتوانی یا مشکل در هجا کردن واژه، یافتن هم‌قافیه برای واژه یا مشکل در تلفظِ صدا یا ترکیب واژه‌ها و صداها اشاره کرد. عمومی‌ترین نشانه آن دیکتهٔ بسیار ضعیف کودک و تمایل به نوشتن حروف بیشتر یا کمتر در هنگام نوشتن واژه‌ها است. از دیگر نشانه‌های عمومی خوانش‌پریشی این است که یک فرد خوانش‌پریش واژه را زودتر یا دیرتر از جایی که باید قرار گیرد در جمله می‌گذارد و همچنین در هنگام خواندن، واژه‌ها را جابه‌جا می‌خواند. معمولاً فرد خوانش‌پریش سطح نوشتاری‌اش بسیار پایین‌تر از سطح معلومات و هوش عمومی‌اش است و از همین طریق می‌توان به خوانش‌پریشی وی، پی برد.

## دلایل
محققان از زمان تشخیص این عارضه در سال ۱۸۸۱ میلادی در تلاش بوده‌اند که ریشهٔ آن را بیابند. برخی نیز علایمی مثل مشکلات در خواندن و تشخیص حروف را به رشد ناقص سلول‌های عصب بینایی ارتباط داده‌اند.
ریشه اختلال دیسلکسیا در مباحث عصب‌شناسی، ژنتیک و تعامل ژن و محیط اطراف بررسی می‌شود